# Theroscopus ungularis
Theroscopus ungularis är en stekelart som först beskrevs av Thomson 1884.  Theroscopus ungularis ingår i släktet Theroscopus och familjen brokparasitsteklar. Arten är reproducerande i Sverige. Inga underarter finns listade i Catalogue of Life.